# Vyond
Vyond (anteriormente conocida como GoAnimate) es una plataforma en línea de creación de videos animados estadounidense.

## Historia

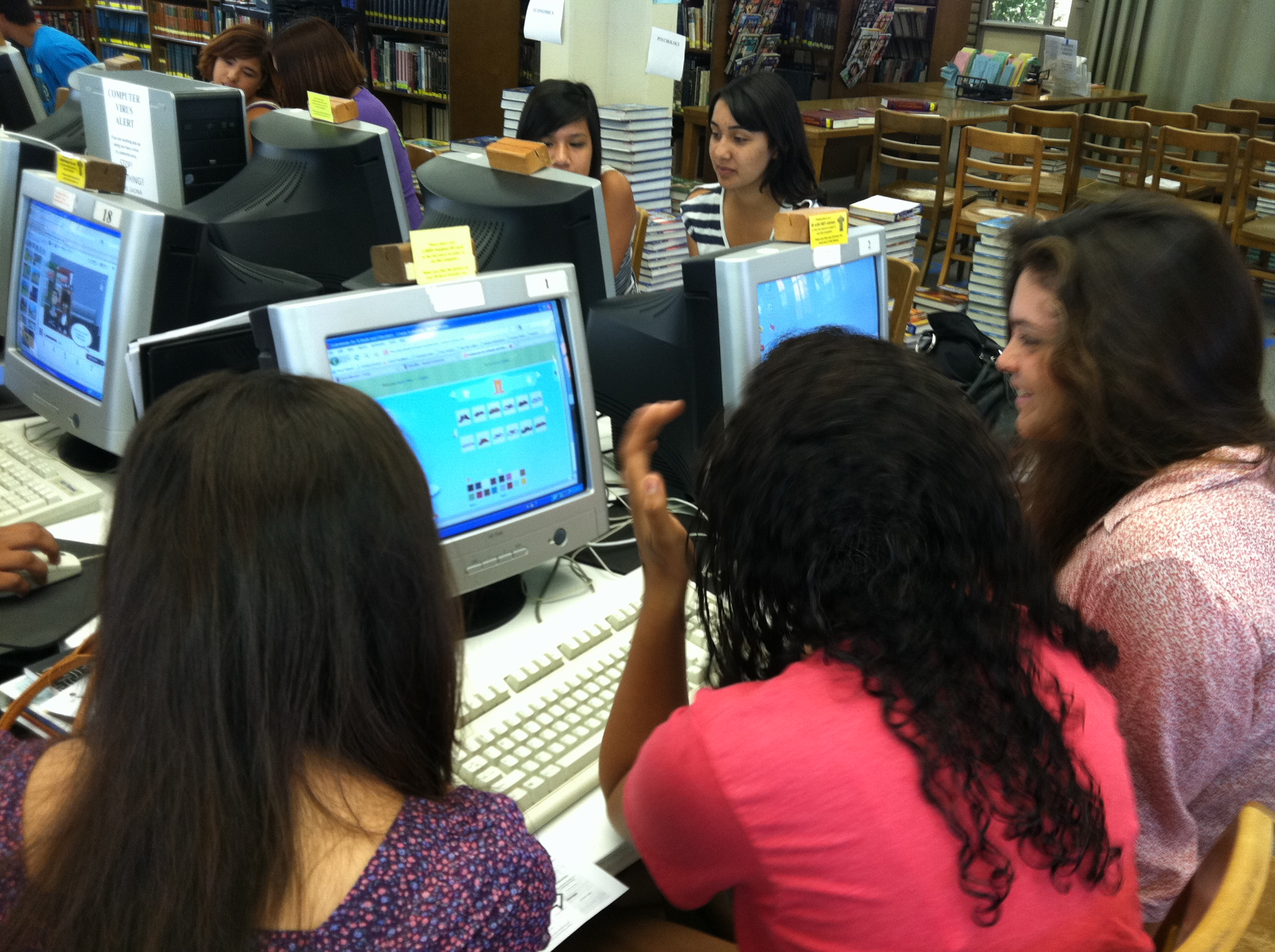
Personas que utilizan GoAnimate en una biblioteca informática.

Fue fundada como "GoAnimate" en 1 de febrero de 2008 por Alvin Hung, y la primera versión se lanzó a mediados de 2009.

## "X personaje es castigado"
En YouTube, una subcultura de videos que utiliza Vyond surgió en 2011. Estos videos, conocidos coloquialmente como "videos fundamentados" o "videos del día del castigo", son videos que generalmente presentan personajes como los protagonistas de los programas de televisión animados para niños, tales como Caillou, Dora la Exploradora, Arthur, Pequeño Bill, Johnny Test, Kid vs. Kat, Mini Einsteins, Las Chicas Superpoderosas y otros actuando fuera de lugar y en general metiéndose en problemas, resultando en castigos exagerados. Generalmente, esta es una base para una cantidad de tiempo muy larga y absurda, como 1000 millones de décadas, a menudo exagerada en miles de millones de años. Estos castigos también pueden ser tan extremos como la cadena perpetua inmediata o la pena capital por parte de las fuerzas del orden en estos videos de malas decisiones.
Los "videos fundamentados" generalmente se crean con la intención de producir un efecto cómico, ya que el sistema de texto a voz que usa Vyond para proporcionar voces puede no reconocer los grandes números utilizados en esos videos y, a menudo, lee sonidos onomatopéyicos, como llantos y gritos, como palabras literales en lugar de expresiones. Los "videos fundamentados" han tenido una audiencia de millones a partir de enero de 2021.

## Funcionamiento
Para crear los videos, Vyond proporciona a sus usuarios una biblioteca que contiene decenas de miles de activos pre-animados, que se pueden controlar a través de una sencilla interfaz de arrastrar y soltar. Los tipos de activos incluyen personajes, acciones, plantillas, accesorios, cuadros de texto, pistas de música y efectos de sonido. Los usuarios también pueden cargar sus propios recursos, como archivos de audio, archivos de imagen o archivos de video. También hay una herramienta de composición de arrastrar y soltar, que los usuarios pueden emplear para crear panorámicas y acercamientos. Alternativamente, el audio se puede configurar como narración de voz en off. Además, los usuarios pueden descargar sus videos terminados como archivos MP4, GIF o presentaciones de video. También pueden exportarlos directamente a una variedad de sitios como YouTube, Wistia o Vidyard.